# Янаидзу
Янаи́дзу (яп. 柳津町 Янайдзу-мати) — посёлок в Японии, находящийся в уезде Каванума префектуры Фукусима. Площадь посёлка составляет 176,07 км², население — 3642 человека (1 августа 2014), плотность населения — 20,68 чел./км².

## Географическое положение
Посёлок расположен на острове Хонсю в префектуре Фукусима региона Тохоку. С ним граничат посёлки Айдзумисато, Мисима, Канеяма, Нисиайдзу, Айдзубанге и село Сёва.

## Население
Население посёлка составляет 3642 человека (1 августа 2014), а плотность — 20,68 чел./км². Изменение численности населения с 1980 по 2005 годы:
| 1980 | 5678 чел. |  |
| 1985 | 5519 чел. |  |
| 1990 | 5343 чел. |  |
| 1995 | 5136 чел. |  |
| 2000 | 4669 чел. |  |
| 2005 | 4260 чел. |  |

## Символика
Деревом посёлка считается ива, цветком — Paulownia tomentosa, птицей — Cettia diphone.
По легенде, именно здесь жила корова, ставшая прототипом амулета акабэко.